# تقسيم الصور

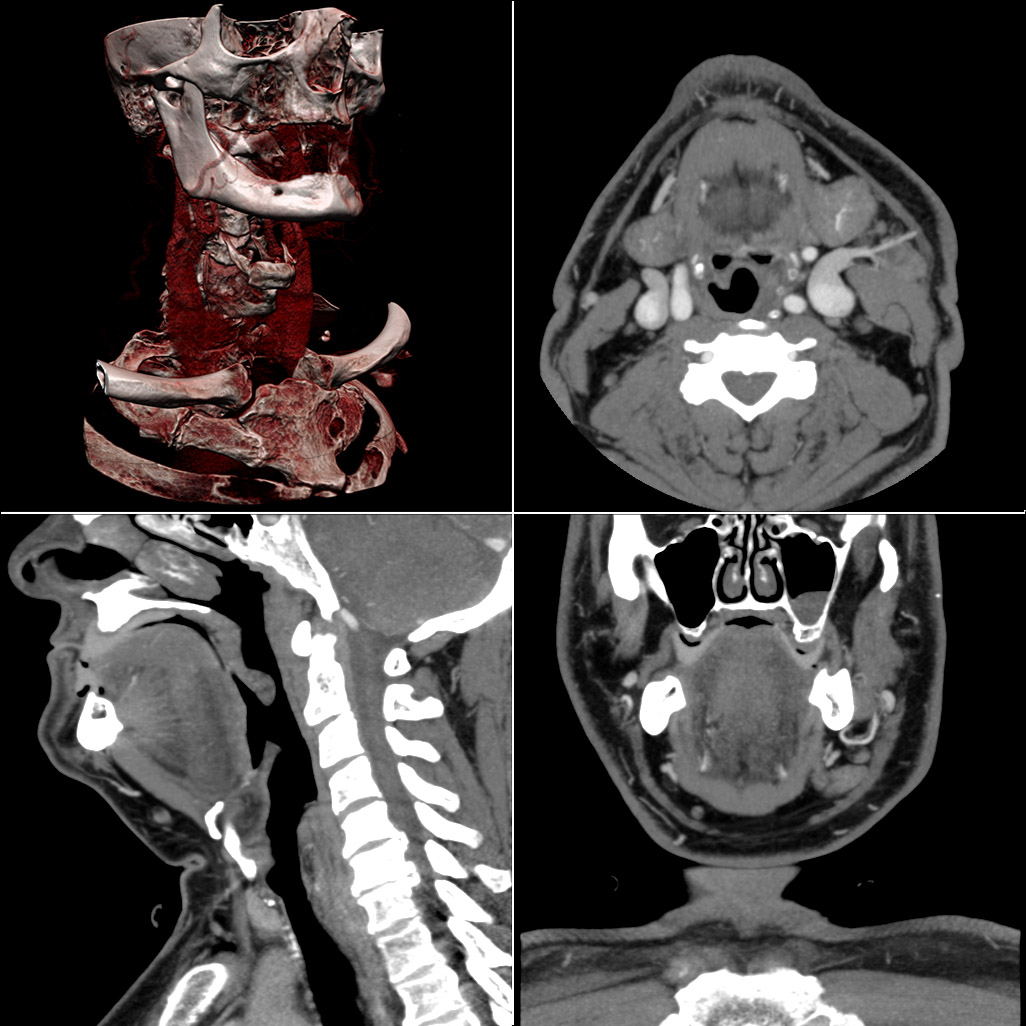
صورة رقبة كما تظهر في جهاز التصوير المقطعي المحوسب CT باستخدام الأشعة السينية - تستخدم برمجيات تقسيم الصور في معالجة مثل هذه الصور الطبية

تقسيم الصور (بالإنجليزية: Image segmentation)‏ هي مرحلة هامة من مراحل معالجة الصور الرقمية، وهي عملية تجزئة للصورة إلى مناطق مترابطة ومتجانسة وفقا لمعيار محدد كاللون. اتحاد هذه المناطق يجب أن ينتج عنه إعادة تكوين الصورة الأصلية.
التقسيم مرحلة مهمة تسمح باستخراج معلومات نوعية عن الصورة إذ توفر وصف عالي المستوى حيث إن كل منطقة مرتبطة بالمناطق المجاورة لها ضمن شبكة من العقد تمثل فيها كل عقدة منطقة في الصورة وتحمل هذه العقدة بطاقة تحوي معلومات نوعية عن المنطقة كحجمها ولونها و شكلها وتوجهها، أما الأقواس التي تربط العقد فيمكن أن توسم بمعلومات عن العلاقة بين المناطق المتجاورة كأن تكون مثلا منطقة ما محتواه في أخرى أو تكون تحتها أو فوقها إلى غير ذلك. مستوى التعقيد في تكوين الشبكة يختلف تبعا للتقنية المستخدمة في التقسيم.

## طرق تقسيم الصور
تقسم خوارزميات تقسيم الصور إلى ثلاثة مجموعات:
1. التقسيم المبني على أساس الأعمدة البيانية للألوان
2. التقسيم المبني على أساس المناطق
3. التقسيم المبني على أساس المحيطات

## التقسيم المبني على أساس الأعمدة البيانية للألوان
يرتكز هذا النوع من الخوارزميات في عمله على الأعمدة البيانية للألوان حيث يقوم بتحديدها وتقسيمها إلى فئات لونية (clusters) تضم الألوان المتقاربة والخلايا (البيكسلات) الحاملة لها بعد ذلك تتم عملية إسقاط هذه الفئات على الصورة لتقسيمها فالتقسيم في هذه الحالة ضمني إذ تحتويه عملية تقسيم الأعمدة البيانية كما أن هذا النوع من الخوارزميات يفترض أن كل فئة لونية تمثل جسما مستقلا في الصورة ولكن عمليا وفي كثير من الحالات يجب فصل مناطق تنتمي إلى نفس الفئة اللونية لأنها تمثل أجساما مستقلة بألوان متقاربة.

## التقسيم المبني على أساس المناطق
يتعامل هذا النوع من الخوارزميات مع الصورة مباشرة (الخلايا) ويتبع واحدة من ثلاث طرق لإنجاز عملية التقسيم:

### نمو المناطق
وهي طريقة تصاعدية (Bottom-up) حيث وانطلاقا من مناطق صغيرة متآلفة (مكونة من خلية واحدة أو بعض الخلايا) نقوم قدر المستطاع بتجميع المناطق المتجاورة منها والمتحدة في اللون.

### تجزئة المناطق
وهي طريقة تنازلية (top-down) ننطلق فيها من الصورة ككل والتي نقوم بتقسيمها إلى أجزاء صغيرة وهذه الأخيرة تجزأ بدورها إلى أجزاء أصغر ونستمر في هذا العمل بطريقة تتابعية مادامت هناك أجزاء غير متجانسة لونيا بالشكل الكافي.

### طريقة التقسيم والدمج
تعتمد طريقة التقسيم والدمج (بالإنجليزية: Split and Merge)‏ على خليط من الطريقتين السابقتين. ومن بين خوارزميات هذا النوع طريقة رمز البنية اللونية (بالإنجليزية: Color Structure Code أو CSC)‏.

## التقسيم المبني على أساس المحيطات
يهتم هذا النوع بتحديد محيطات مختلف الأجسام والأشكال الموجودة في الصورة حيث تطبق خوارزميات تدعى المرشحات المستكشفة للمحيطات والتي تقوم برصد نقاط التغيرات الحادة في مستويات الألوان لتحديد محيطات الأجسام غير أن الصعوبة في استعمال هذا النوع تكمن في ندرة الحصول على محيطات مغلقة وهو ما يتطلب استخدام خوارزميات أخرى تعمل على إغلاق المحيطات عن طريق إكمال رسم الأجزاء المبتورة منها. من أمثلة هذا النوع من الخوارزميات مرشح كاني.

## برمجيات
من أمثلة البرمجيات التي تقوم بعملية تقسيم الصور:

## برمجيات مفتوحة المصدر
- جمب
- ImageMagick - طقم برامج لعرض وتحويل وتحرير رسوميات الرستر
- 3DSlicer - برمجية لتحليل الصور والنمذجة العلمية
- FIJI - برنامج مفتوح المصدر لمعالجة الصور، مبني على ImageJ
- GRASS GIS - برنامج حر متخصص في نظام المعلومات الجغرافي
- ITK - مكتبة برمجية متعدد المنصات
- ITK-SNAP - برنامج متخصص في تقسيم الصور الطبية ثلاثية الأبعاد
- OpenCV نسخة محفوظة 6 يناير 2013 at Archive.is - مكتبة رؤية حاسوبية طورتها إنتل
- VXL - مكتبة برمجية بلغة سي++
- AForge.NET - مكتبة برمجية بلغة سي شارب